# Philip Reese Uhler
Philip Reese Uhler (Baltimore - 3 de junho de 1835, Baltimore - 21 de outubro de 1913) foi um entomologista dos Estados Unidos.